# Gitta Bauer
Gitta Bauer (1919, Berlín- 1990), de nacimiento apellidada Dubro, fue una periodista alemana que se opuso al nazismo y al comunismo. 

## Biografía
Gitta Bauer nació en el seno de una familia liberal, de padre protestante, farmacéutico de profesión, y madre católica, fue criada como católica, en la cual ambos padres eran opositores al nazismo y defensores de la libertad de religión de las personas, viendo con naturalidad sus amistades judías. Tenía tres hermanas.
Gitta perteneció a uno de los movimientos católicos prohibidos por los nazis en 1935 y posteriormente fue encarcelada por editar un periódico por la paz, junto a seis amigos, si bien posteriormente fueron liberados porque a las autoridades alemanas les parecieron inofensivos.
En 1944 escondió a su amiga judía Ilse Baumgart durante nueve meses, hasta el final de la guerra.
En 1945, conoció a su marido Leo Bauer (1912-1972), judío-comunista con quien tuvo un hijo en  Berlín Oriental. Él fue arrestado acusado de espía y enviado al Gulag en Siberia y Gitta Bauer encarcelada durante 4 años por la Stasi. Cuando fue encarcelada su hijo Andre apenas tenía dos meses.
Habiendo cumplido su condena escapó a Alemania Occidental donde trabajó como periodista  como ardiente anticomunista. Su marido regresó y terminó trabajando como periodista de la revista Stern., aunque su maltrecho estado de salud no le 
En 1984 Gitta Bauer fue nombrada entre los justos entre las Naciones por Yad Vashem honor que en principio dudó en aceptar
- Beate Kosmala, Revital Ludewig-Kedmi: Verbotene Hilfe. Deutsche Retterinnen und Retter während des Holocaust. Auer, Donauwörth 2003, ISBN 3-403-04085-2